# Saurauia archboldiana
Saurauia archboldiana är en tvåhjärtbladig växtart som beskrevs av A.C. Smith. Saurauia archboldiana ingår i släktet Saurauia och familjen Actinidiaceae. Inga underarter finns listade i Catalogue of Life.